# Andrea Milroy
Andrea María Milroy Díaz (Caracas, 4 aprile 1984) è una modella venezuelana, partecipò al concorso di bellezza Miss Venezuela 2004 tenutosi a Caracas, dove fu incoronata Miss Mondo Venezuela.
In seguito partecipò a Miss Mondo 2004 tenutosi il 6 dicembre 2004 a Sanya, dove non riuscì ad entrare nella rosa delle 15 finaliste.

## Carriera da modella
Partecipò all'età di 20 anni al Miss Venezuela 2004 con la fascia dello stato Trujillo dove vinse 2 fasce nazionali, Miss Eleganza e Il viso più bello. Si classificò al 2º posto e le fu data la fascia di Miss Mondo Venezuela. In seguito partecipò a Miss Mondo 2004 tenutosi il 6 dicembre 2004 a Sanya, dove non riuscì ad entrare nella rosa delle 15 finaliste.